# Museo Departamental de la Prehistoria de Solutré

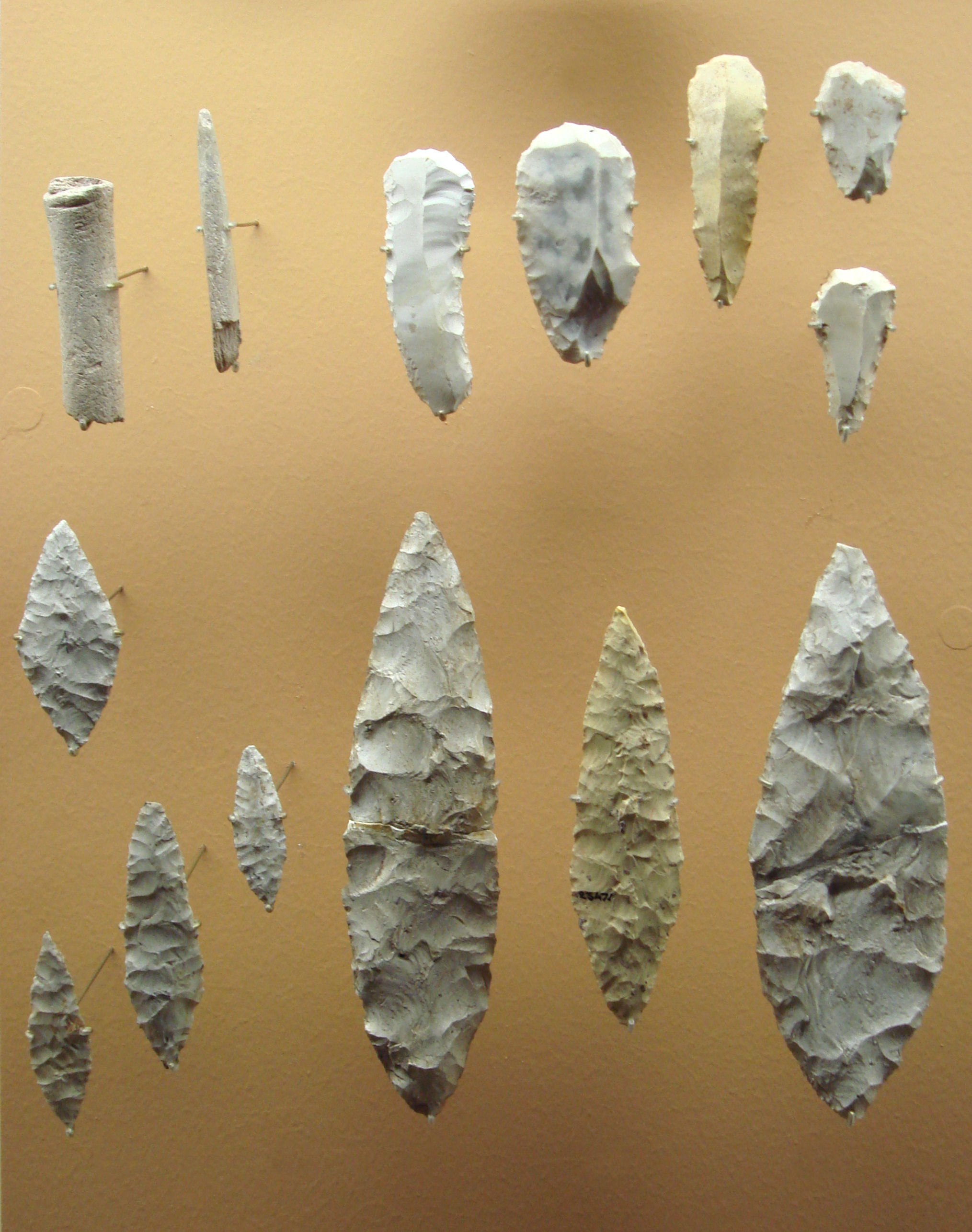
Herramientas solutrenses (22000-17000 B.P.) del yacimiento de Crot du Charnier en Solutré Pouilly Saone et Loire, Francia.

El Museo Departamental de la Prehistoria de Solutré se inauguró en 1987 y fue creado por iniciativa del Consejo General de Saône et Loire para mostrar las colecciones recuperadas en el famoso yacimiento prehistórico de Crôt du Charnier, también conocido como Solutré.
Desde su descubierto en 1866 por Adrien Arcelin, en el yacimiento de Solutré se han realizado muchos trabajos de investigación que continúan hasta la actualidad entre los que cabe destacar la notable labor del abate Henri Breuil en 1907 y la investigación de Jean Combier, director de las excavaciones de Solutré de 1968 a 1978. 
Este yacimiento da nombre a la cultura solutrense, caracterizada por la introducción del retoque plano en la talla lítica de las poblaciones que habitaban el oeste de Europa (península ibérica y Francia) entre los 22000 y los 17000 B.P.

## Situación del museo y recorrido
El Museo Departamental de la Prehistoria de Solutré se encuentra situado a los pies de la roca de Solutré y en él se exhiben las colecciones de uno de los más ricos yacimientos prehistóricos de Europa. 
Las colecciones se desarrollan en tres áreas que siguen un camino lineal: 
El recorrido comienza con explicaciones generales sobre la prehistoria (la cronología, la cultura material, el clima, la vegetación y la fauna), se continúa con el descubrimiento del yacimiento de Solutré y concluye con una presentación de arte solutrense (pinturas, esculturas).
Los objetos que se muestran en las vitrinas están rodeados de mapas de bocetos, modelos o ilustraciones pintadas, diseñados para dar una imagen vívida de la vida de los cazadores prehistóricos Solutré.
En el centro del museo, un espacio de aproximadamente 80 m²,está reservado para las exposiciones temporales.

## Las colecciones
El yacimiento se descubrió en 1866 y desde entonces se han estado realizando continuas investigaciones, lo que ha proporcionado una rica colección de materiales arqueológicos desde hace más de un siglo. 
A pesar de ello, muchas colecciones se dispersaron o fueron vendidas o negociadas a otros museos. 
Algunas colecciones están ahora en el extranjero como el Museo Británico de Londres, los Estados Unidos, Alemania o Rusia, mientras que en Francia, los principales museos que han recogido importantes colecciones de Solutré son el Museo de Antigüedades Nacionales de Saint-Germain-en-Laye, Musée de l'Homme de París y el Museo Guimet de Historia Natural de Lyon.
Las colecciones que se exhiben hoy en Solutré dan una visión completa de las distintas investigaciones realizadas en el yacimiento desde su descubrimiento y se nutren de las colecciones depositadas en el  Museo de las Ursulinas de Macón para las colecciones de Ferry y Arcelin  y de las recuperadas durante las excavaciones de 1967 a 1977. 

### Colección de Enrique Ferry
Henry Ferry, dirigió las excavaciones de 1866 hasta su muerte en 1870. El inventario de toda la colección recuperada en dichas excavaciones se produjo después de su muerte alcanzando las 5262 piezas. Años más tarde, su nieto, en 1958, decidió vender la mayor parte de la colección al Museo Británico de Londres y el Museo de las Ursulinas en Mâcon. De este último, procede esta colección.

### La colección Adrien Arcelin
En 1875, Adrien Arcelin ofrece una colección de materiales recuperados en las excavaciones arqueológicas Solutré para que se depositen en el Museo de Macón. Tal y como sucedía en la época, envió parte de la colección a instituciones tan prestigiosas como el Museo Nacional de Antigüedades y la Ecole Pratique des Hautes Études en París. Su hijo, el Dr. Fabien Arcelin, que retoma la excavación en Solutré en la década de 1920, decidió legar sus colecciones para el Departamento de Geología de la Universidad de Lyon, donde están hasta hoy.

### Colecciones de Estado
Después de más de 30 años de suspensión de las excavaciones, el yacimiento se queda sin protección y sufre amenaza de destrucción. Es entonces cuando Jean Combier, entonces director de Antigüedades Prehistóricas de Rhône-Alpes, propone en 1967 que el Estado adquiera terrenos privados que corresponden a la zona arqueológica y que financie nuevas excavaciones. 
Los principales objetivos de esta nueva intervención son para aclarar la cronología y reconstruir el ambiente prehistórico de las diferentes ocupaciones por medio de la aplicación de modernas técnicas de excavación y de análisis de los registros (cultura material, análisis sedimentológicos, recursos palinológicos y paleontológicos, etc.). Es a través de estos nuevos estudios que hoy tenemos una mejor comprensión de las prácticas de caza prehistóricas en Solutré.